# Dillinger Four
I Dillinger Four sono una band punk rock di Minneapolis nel Minnesota, formatasi nel 1994.

## Storia del gruppo
Il gruppo ha pubblicato quattro album di studio: Midwestern Songs of the Americas (1998) e Versus God (2000), entrambi su Hopeless Records; Situationist Comedy (2002) su Fat Wreck Chords; This Shit is Genius è invece una raccolta di canzoni provenienti da compilation ed EP. 
La band ha inoltre pubblicato First Avenue Live, un live registrato nel 2003 ed uscito per LSD Records (uno pseudonimo semiserio di No Idea Records, la quale ha anche pubblicato This Shit is Genius). I Dillinger Four sono anche apparsi su numerose compilation. Nel 2008 il gruppo ha pubblicato per Fat Wreck un album dal titolo "Civilwar".
Nei primi anni della propria carriera il gruppo ha pubblicato diversi 7" in vinile, ad esempio More Songs About Girlfriends And Bubblegum (su Mutant Pop Records) e The Kids Are All Dead and Higher Aspirations: Tempered And Dismantled. Le canzoni di quest'ultima raccolta sono disponibili come parte della compilation precedente. I Dillinger Four hanno inoltre pubblicato split EP con i Pinhead Gunpowder e i The Strike.
Attualmente i membri della band sono Lane "Monkey Hustle" Pederson (batteria), Billy Morissette (chitarra e voce), Erik Funk (chitarra e voce) e Patrick "St. Paddy" Costello (basso e voce).

## Discografia

### Album in studio
- Midwestern Songs of the Americas - 1998
- Versus God - 2000
- Situationist Comedy - 2002
- Civil War - 2008

### EP
- Higher Aspirations: Tempered and Dismantled - 1995
- The Kids Are All Dead - 1996
- More Songs About Girlfriends and Bubblegum - 1997
- The Strike/Dillinger Four (The Rebel's Choice) - 1997
- This Shit Is Genius - 1999
- Pinhead Gunpowder/Dillinger Four - 2000
- Dillinger Four Live at First Avenue - 2003

## Videografia
- Belt Fighting the Man- (with Toys That Kill and Rivethead)
- Plea for Peace/Take Action Vol. 2